# ضفدع مبقع
ضفدع مبقع (الاسم العلمي: Rana maculata) هو نوع من البرمائيات يتبع جنس الضفدع الحقيقي من فصيلة الضفادع الحقيقية.